# Centropus grillii
El cucal negro (Centropus grillii) es una especie de ave cuculiforme de la familia Cuculidae que vive en África.

## Distribución y hábitat
Tiene una amplia distribución por las selvas del África subsahariana. Se encuentra en Angola, Benín, Botsuana, Burkina Faso, Burundi, Camerún, República Centroafricana, Chad, República del Congo, República Democrática del Congo, Costa de Marfil, Etiopía, Gabón, Gambia, Ghana, Guinea, Guinea-Bissau, Kenia, Liberia, Malaui, Mali, Mozambique, Namibia, Níger, Nigeria, Ruanda, Senegal, Sierra Leona, Sudáfrica, Sudán del Sur, Sudán, Suazilandia, Tanzania, Togo, Uganda, Zambia y Zimbabue.

## Comportamiento
Esta especie mantiene un rol de sexos peculiar. Los machos cuidan del nido mientras que las hembras son polígamas y defienden el territorio. Estudios sobre su sistema hormonal muestran que la progesterona es la responsable de controlar la agresividad de las hembras.